# Чилиев, Муса Мажитович
Муса Мажитович Чилиев (род. 6 июня 1955, Фрунзе) — российский политический и государственный деятель, председатель правительства Ингушетии (2011—2013), член Совета Федерации (с 2018 по сентябрь 2019 года).

## Биография
Родился 6 июня 1955 года в г. Фрунзе (ныне Бишкек) Киргизской ССР.
В 1977 году окончил Чечено-Ингушский государственный университет, получив квалификацию преподавателя русского языка, ингушского языка и литературы.
Работал школьным учителем, затем директором школы. В 1991 году переехал в Москву и занялся предпринимательством.
В 2004 году получил высшее экономическое образование в своей прежней alma mater, принявшей к тому времени наименование «Чеченский государственный университет».

### Политическая карьера
С 2004 года — заместитель руководителя одного из департаментов Министерства труда и социального развития России. В 2009 году указом президента Ингушетии Евкурова назначен на должность министра финансов и заместителя председателя Правительства Республики Ингушетия, а 10 марта 2010 стал исполняющим обязанности председателя правительства.
21 марта 2011 года депутаты Народного собрания Ингушетии во внеочередном заседании единогласно утвердили Чилиева в должности председателя правительства (указом президента Евкурова № 186 от 19 сентября 2013 года новым премьер-министром Ингушетии назначен Абубакар Мальсагов).
9 сентября 2018 года президент Евкуров, переизбранный депутатами Народного собрания на новый срок, объявил о наделении Мусы Чилиева полномочиями члена Совета Федерации — представителя от исполнительного органа власти.
26 июня 2019 года президент Путин принял отставку Евкурова и назначил исполняющим обязанности главы Ингушетии Махмуд-Али Калиматова.
8 сентября 2019 года Калиматов назначил представителем исполнительной власти Ингушетии в Совете Федерации Мухарбека Барахоева. Таким образом, полномочия Чилиева истекли.